# Holliston (Massachusetts)
Pour les articles homonymes, voir Holliston.
La ville américaine de Holliston est située dans le comté de Middlesex. Sa population s'élevait à 13 547 habitants lors du recensement de 2010.

## Source
- (en) Cet article est partiellement ou en totalité issu de l’article de Wikipédia en anglais intitulé « Holliston, Massachusetts » (voir la liste des auteurs).

1. ↑  « Profile of General Population and Housing Characteristics: 2010 Demographic Profile Data (DP-1): Holliston town, Middlesex County, Massachusetts », U.S. Census Bureau, American Factfinder (consulté le 6 avril 2012)